# David Dvořák
David Dvořák (ur. 5 czerwca 1992 w Hořice) – czeski zawodnik zawodnik mieszanych sztuk walki (MMA) walczący w kategorii muszej. Od 2020 roku zawodnik największej organizacji MMA na świecie - UFC.

## Życiorys
Podczas swojej kariery zawodowej w sportach walki ukończył w 2015 roku tytuł licencjata w dziedzinie zarządzania sportem na Uniwersytecie w Hradcu Králové. Oprócz studiów musiał łączyć treningi z pracą, aby zarabiać na życie i przygotowywać się do walk. Przez trzy lata pracował jako inżynier budownictwa przy budowie autostrad, a przez pięć lat pracował jako grabarz, idąc za przykładem ojca. Jego przeszłość jako grabarza znajduje odzwierciedlenie w jego pseudonimie „Undertaker”.
W wolnym czasie lubi strzelectwo rekreacyjne, szachy, ogrodnictwo i zwierzęta. Z tym ostatnim ma pozytywny kontakt od dzieciństwa, gdyż dorastał na farmie otoczonej zwierzętami hodowlanymi. Obecnie hoduje kota domowego rasy Sfinks. Przed sportami walki do siedemnastego roku życia rywalizował w juniorskiej lidze szachowej.

## Osiągnięcia

### Mieszane sztuki walki
- Gladiator Championship Fighting
  - 2015: Mistrz Gladiator Championship Fighting w wadze muszej

## Lista zawodowych walk w MMA
| Wynik     | Bilans | Przeciwnik (bilans przed walką) | Rozstrzygnięcie                              | Runda | Czas | Rozgrywki                                                 | Data       | Miejsce          | Uwagi                                                                 |
| --------- | ------ | ------------------------------- | -------------------------------------------- | ----- | ---- | --------------------------------------------------------- | ---------- | ---------------- | --------------------------------------------------------------------- |
| Wygrana   | 21-6   | Mikhail Sirbu (16-10)           | Decyzja (jednogłośna)                        | 3     | 5:00 | RFA x ZHS                                                 | 22.03.2025 | Sosnowiec        | Debiut w RFA                                                          |
| Przegrana | 20-6   | Steve Erceg (9-1)               | Decyzja (jednogłośna)                        | 3     | 5:00 | UFC 289                                                   | 10.06.2023 | Vancouver        |                                                                       |
| Przegrana | 20-5   | Manel Kape (17-6)               | Decyzja (jednogłośna)                        | 3     | 5:00 | UFC Fight Night: Cannonier vs. Strickland                 | 17.12.2022 | Las Vegas        |                                                                       |
| Przegrana | 20-4   | Matheus Nicolau (17-2-1)        | Decyzja (jednogłośna)                        | 3     | 5:00 | UFC on ESPN: Blaydes vs. Daukaus                          | 26.03.2022 | Columbus         |                                                                       |
| Wygrana   | 20-3   | Juancamilo Ronderos (4-0)       | Poddanie (duszenie zza pleców)               | 1     | 2:18 | UFC Fight Night: Font vs. Garbrandt                       | 22.05.2021 | Las Vegas        | Limit umowny -58,2 kg. Ronderos nie wypełnił limitu wagowego          |
| Wygrana   | 19-3   | Jordan Espinosa (15-7)          | Decyzja (jednogłośna)                        | 3     | 5:00 | UFC Fight Night: Covington vs. Woodley                    | 19.09.2020 | Las Vegas        |                                                                       |
| Wygrana   | 18-3   | Bruno Gustavo da Silva (10-3-2) | Decyzja (jednogłośna)                        | 3     | 5:00 | UFC Fight Night: Lee vs. Oliveira                         | 14.03.2020 | Brasília         | Debiut w UFC                                                          |
| Wygrana   | 17-3   | Arsen Taigibov (15-2)           | Poddanie (duszenie zza pleców)               | 2     | 4:02 | Oktagon 13: Vémola vs. da Silva                           | 27.07.2019 | Praga            |                                                                       |
| Wygrana   | 16-3   | Igor Goncharov (4-4)            | TKO (ciosy pięściami)                        | 1     | 3:10 | Night of Warriors 15                                      | 06.04.2019 | Liberec          |                                                                       |
| Wygrana   | 15-3   | Zaka Fatullazade (11-6-1)       | TKO (ciosy pięściami)                        | 1     | 2:26 | XFN 15                                                    | 27.12.2018 | Praga            |                                                                       |
| Wygrana   | 14-3   | Salambek Damaev (9-4)           | Poddanie (duszenie zza pleców)               | 2     | 2:10 | XFN 13                                                    | 10.11.2018 | Pardubice        |                                                                       |
| Wygrana   | 13-3   | Marco Manovali (4-0)            | TKO (ciosy pięściami i łokciami)             | 1     | 3:56 | XFN 8                                                     | 03.03.2018 | Pardubice        |                                                                       |
| Wygrana   | 12-3   | Miroslav Kubáň (13-10-2)        | TKO (ciosy pięściami)                        | 2     | 3:58 | XFN 5                                                     | 21.10.2017 | Pardubice        |                                                                       |
| Wygrana   | 11-3   | Shely Santana (8-4)             | Poddanie (duszenie zza pleców)               | 1     | 4:30 | Night of Masters 11                                       | 10.12.2016 | Praga            |                                                                       |
| Wygrana   | 10-3   | Miroslav Kubáň (12-9-2)         | TKO (przerwanie przez lekarza)               | 2     | 2:41 | Fight Nights Global 49                                    | 04.06.2016 | Bańska Bystrzyca | Limit umowny -58,9 kg                                                 |
| Wygrana   | 9-3    | Tomáš Žák (1-1)                 | TKO (ciosy pięściami)                        | 1     | 1:03 | Gladiator Championship Fighting 31                        | 22.05.2015 | Brno             | Zdobył pas mistrzowski Gladiator Championship Fighting w wadze muszej |
| Wygrana   | 8-3    | Martin Fexa (1-0)               | Poddanie (duszenie zza pleców)               | 1     | 4:19 | Gladiator Championship Fighting 30                        | 25.02.2015 | Praga            |                                                                       |
| Wygrana   | 7-3    | Kamil Wójcik (0-0)              | Poddanie (dźwignia prosta na staw łokciowy)  | 1     | 4:25 | Gladiator Championship Fighting 29                        | 12.12.2014 | Mladá Boleslav   | Limit umowny -58,9 kg                                                 |
| Wygrana   | 6-3    | Petr Neuman (?-?)               | TKO                                          | 1     |      | Gladiator Championship Fighting Challenge: Eastern Best 3 | 11.10.2014 | Pardubice        |                                                                       |
| Wygrana   | 5-3    | Ondřej Skalník (3-2)            | Poddanie (duszenie zza pleców)               | 1     | 2:30 | Gladiator Championship Fighting 16                        | 07.10.2012 | Pardubice        |                                                                       |
| Przegrana | 4-3    | Filip Macek (6-4)               | TKO (rozcięcie)                              | 2     | 0:15 | Gladiator Championship Fighting 12                        | 11.05.2012 | Brno             |                                                                       |
| Wygrana   | 4-2    | Artur Jevsejčik (6-3)           | Decyzja (jednogłośna)                        | 3     | 5:00 | Gladiator Championship Fighting 9                         | 18.02.2012 | Ostrawa          |                                                                       |
| Wygrana   | 3-2    | Michal Malata (1-2)             | Poddanie (dźwignia skrętowa na staw skokowy) | 2     | 1:13 | Fighters Fight Night                                      | 16.12.2011 | Pardubice        |                                                                       |
| Przegrana | 2-2    | Leszek Kulik (2-2)              | Decyzja (jednogłośna)                        | 3     | 5:00 | Heroes Gate 4                                             | 23.06.2011 | Praga            |                                                                       |
| Wygrana   | 2-1    | Tomas Masojidek (0-0)           | TKO (ciosy pięściami)                        | 2     | 2:03 | Gladiator Championship Fighting 3                         | 23.04.2011 | Říčany           |                                                                       |
| Wygrana   | 1-1    | Petr Neuman (?-?)               | Decyzja (jednogłośna)                        | 3     | 3:00 | Gladiator Championship Fighting 1                         | 04.12.2010 | Praga            |                                                                       |
| Przegrana | 0-1    | Filip Macek (1-0)               | Decyzja (jednogłośna)                        | 2     | 5:00 | Nord Bohemia Ring                                         | 06.06.2010 | Uście nad Łabą   | Debiut w zawodowym MMA                                                |

## Lista zawodowych walk w boksie
| Wynik   | Bilans | Przeciwnik (bilans przed walką) | Rozstrzygnięcie | Runda, czas | Data       | Miejsce        | Uwagi           |
| ------- | ------ | ------------------------------- | --------------- | ----------- | ---------- | -------------- | --------------- |
| Wygrana | 1-0    | Dmytro Tverdokhlibov (1-1)      | TKO             | 3 (4), 0:44 | 09.11.2024 | Hradec Králové | Debiut w boksie |